# 马利克·拉赫马提
马利克·拉赫马提（波斯語：‎，羅馬化：Malik Rahmati；1982年—2024年5月19日）是伊朗政治人物，离世前担任东阿塞拜疆省省长。2023年至2024年间，他担任伊朗私有化组织的负责人。

## 死亡
2024年5月19日，拉赫马提所搭乘的直升机在东阿塞拜疆省的瓦尔扎甘坠毁，同乘该直升机的还有总统易卜拉欣·莱希、外交部长侯赛因·阿米尔-阿卜杜拉希扬以及东阿塞拜疆最高领袖代表穆罕默德-阿里·阿勒哈希姆等。不久后，他的死亡得到了确认。